# João, Príncipe das Astúrias
João de Trastâmara (Sevilha, 30 de junho de 1478 — 4 de outubro de 1497), foi o segundo filho e o único varão dos Reis Católicos.

## Início de vida
João nasceu em Sevilha em 1478, único filho varão dos soberanos de Castela, Isabel I de Castela e Fernando II de Aragão. Na época, seus pais estavam envolvidos na Guerra de Sucessão Castelhana contra a sobrinha de Isabel Joana de Trastâmara, esposa do rei Afonso V de Portugal.

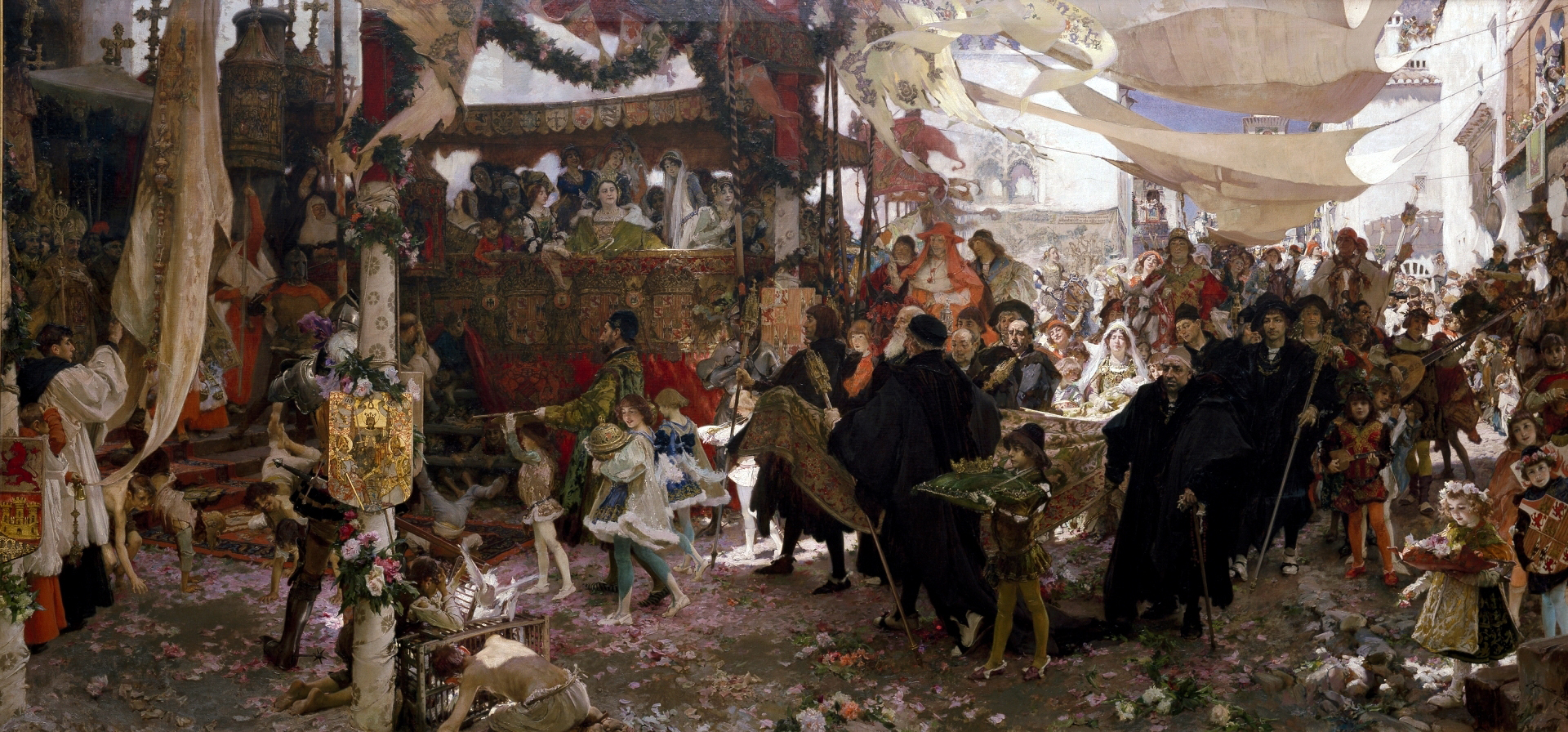
Pintura de Francisco Pradilla Ortiz Retinente do Batismo de Príncipe João, filho dos Reis Católicos, ao Longo das Ruas de Sevilha, 1910

O nascimento de João ajudou a consolidar a posição de Isabel como soberana, já que ela dera à luz um herdeiro masculino legítimo. Na época de seu nascimento, ele tinha uma irmã mais velha Isabel; Ele foi acompanhado por seus irmãos Joana, Maria e Catarina.
Seus pais venceram a guerra contra o rei e a rainha de Portugal. Para negociar um acordo de paz com Isabel, o rei Afonso enviou a infanta Beatriz de Portugal, Duquesa de Viseu. As duas mulheres se conheceram em março de 1479. Beatriz era a cunhada de Afonso e a tia materna de Isabel. Pelos termos do tratado que eventualmente negociaram, a Rainha de Portugal recebeu duas opções: casar-se com o Príncipe João, esperar 13 ou 14 anos até que o príncipe tivesse idade suficiente para se casar (quando Joana teria pelo menos trinta anos) ou ela poderia entrar em um convento; De qualquer forma, ela deveria desistir de sua reivindicação ao trono.

## Infância

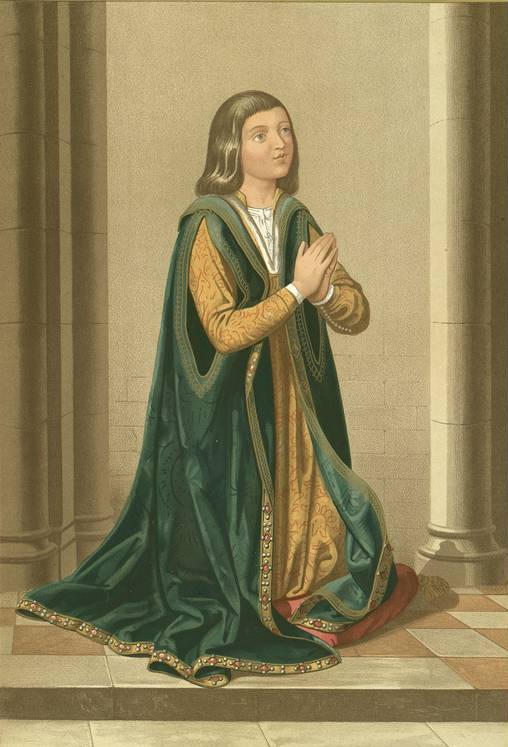
João, Príncipe das Astúrias.

Isabel era uma mãe muito atenciosa para uma rainha tão ocupada. João, sendo seu único filho, tinha um lugar especial em seu coração e ela se referia a ele carinhosamente como "meu anjo" mesmo quando ele estava sendo repreendido por ela, a babá de João era Maria de Guzman, um membro do poderoso espanhol. Casa de Mendoza. Acreditava-se geralmente no século XV que uma babá poderia influenciar o caráter do bebê a quem ela alimentava o leite materno. Portanto, uma mulher saudável, com uma disposição plácida, era ideal.
O avô paterno de João, o rei João II de Aragão, interessou-se muito pelo príncipe infantil; ele avisou seu filho Fernando que o príncipe não deveria ser orientado por um membro da nobreza, pois eles teriam influência demais sobre o menino. Ele também sugeriu que o príncipe João fosse educado em Aragão, em oposição a Castela, que Isabel provavelmente rejeitou imediatamente. Em 1492, Colombo nomeou a recém-descoberta ilha de Cuba como Isla Joana em deferência ao príncipe João, na época o herdeiro aparente.

## Planos de casamento
Isabel e Fernando, juntamente com seu primo, o duque Francisco II da Bretanha, planejaram a aliança de seus respectivos herdeiros, João e Ana, mas o plano não deu em nada devido à frágil constituição de João.
Isabel e Fernando chegaram a planejar uma dupla aliança com Maximiliano I do Sacro Império Romano-Germânico, para o casamento de seus filhos, o arquiduque Filipe, o Belo, e a Arquiduquesa Margarida da Áustria. Na mesma época, o rei Carlos VIII de França invadiu a Itália e marchou para tomar Nápoles, que pertencia a um ramo da Casa de Trastâmara. Fernando II, portanto, também era contra os franceses. Com ambos os poderes irritados com a França, o casamento era o caminho para selar a aliança entre os dois.
Em 20 de janeiro de 1495, em Antuérpia, foi acordada uma aliança preliminar, que incluía um casamento do príncipe João com a filha de Maximiliano. Da mesma forma, o filho de Maximiliano, Filipe, e a irmã de João, Joana, deveriam se casar.

## Educação

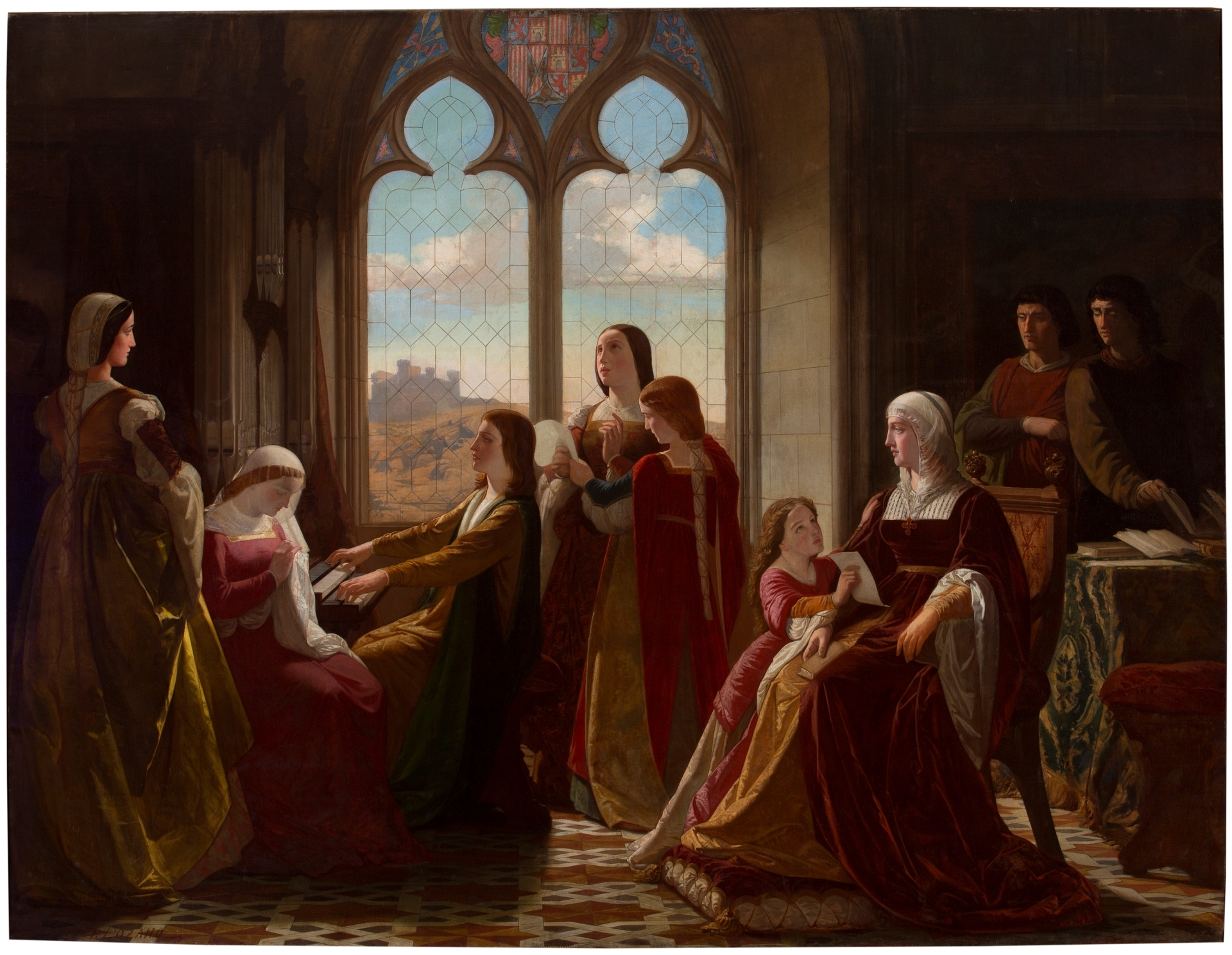
Quadro por Isidoro Lozano, mostrando a rainha Isabel I a supervisionar a educação dos seus filhos (em sentido horário): Isabel, João, Joana, Maria e Catarina.

Como herdeiro do trono, Isabel e Fernando prestaram atenção especial à educação de João. Seu tutor original foi o dominicano Fray Diego de Deza, que ensinou Teologia na Universidade de Salamanca. Deza também foi lembrado mais tarde como o Grande Inquisidor da Espanha, ensinou o jovem príncipe principalmente em Teologia, pois não era um humanista renascentista. Eventualmente, no final dos anos 1480, Isabel pedia ao humanista italiano Pietro Martire d'Anghiera que ampliasse a educação do príncipe.
Isabel também temia que João crescesse mimado e voluntarioso se não tivesse colegas e companheiros de sua idade. Portanto, ela convidou os filhos dos aristocratas para morar na corte. Ela também convidou um grupo um pouco mais velho de jovens aristocratas, para que seu filho visse homens jovens mais velhos e que ele aspirasse a ser mais parecido com eles. Entre esses jovens, jovens que mais tarde se tornariam famosos por si só, Nicolás de Ovando, futuro governador das Índias, e Gonzalo Fernández de Oviedo, futuro historiador das Índias. A educação de João também insistia que ele e seus companheiros aprendessem a andar e a justar, a falcar e caçar, a jogar xadrez e cartas e a cantar e recitar poesia. João também era naturalmente talentoso em música e era capaz de tocar flauta, violino e clavicórdio com facilidade e grande habilidade. Ele também desenvolveu uma boa voz de tenor e frequentemente cantou com seus irmãos e companheiros na corte.

## Casamento
A Infanta Joana deixou a Espanha para se casar com Filipe, o Belo, no final de 1496. A irmã de Filipe, Margarida da Áustria, de 17 anos, casou-se com João em 3 de abril de 1497 na Catedral de Burgos. Foi um bom casamento e João foi dedicado a Margarida. Todos os filhos de Isabel tinham uma natureza apaixonada e, embora fosse uma aliança política, era um profundo casamento amoroso. Aparentemente, a quantidade de tempo que passaram na cama deixou os médicos da corte desconfortáveis com a saúde do Príncipe. A luxúria que sentia por sua esposa o incomodava, mas seu confessor lhe assegurou que era natural. A princesa das Astúrias era fácil de amar, ela era divertida, amorosa e tinha um senso de humor afiado. Seu primeiro compromisso com Carlos VIII terminou quando ele a repreendeu. Seu noivado com o Príncipe das Astúrias parecia condenado quando o navio que a transportava para a Espanha atingiu uma tempestade no Golfo da Biscaia. Com pressa, ela escreveu seu próprio epitáfio, caso não chegasse à Espanha:
Aqui já faz Margarida, a noiva disposta,
duas vezes casada - mas uma virgem quando ela morreu

## Morte

Túmulo do Príncipe João no Real Monasterio de Santo Tomás em Ávila

Em 4 de outubro de 1497, um mensageiro foi até os pais de João e informou-os de que seu filho estava gravemente doente em Salamanca. Ele e sua esposa Margarida haviam chegado uma semana antes, a caminho do casamento de sua irmã mais velha em Portugal. Imediatamente, Fernando correu para junto do filho, enquanto Isabel continuava preocupada com a vida de seu único filho. Fernando estava com seu filho quando João morreu nos braços de seu ex-tutor Fray Diego Deza.
Ele morreu possivelmente de tuberculose, mas circulavam rumores de que João havia morrido de excesso de esforço sexual aos dezoito anos. Seu cachorro, um briguento chamado Bruto, choramingou quando morreu, depois ficou ao lado de seu caixão durante toda a vigília na igreja principal de Salamanca. A mãe devastada de João, mais tarde, manteria o cachorro ao lado dela, como se quisesse manter a memória de seu amado filho com ela. Dois meses depois, em 8 de dezembro, a princesa das Astúrias deu à luz prematuramente a seu único filho, uma menina morta.

## Consequências
A morte de João foi seguida de perto pela de sua irmã Isabel em 1498. Seu único filho, Miguel da Paz, morreu em 1500. Os reinos espanhóis passaram para sua irmã mais nova Joana, seu marido Filipe, o Belo e seus descendentes de Habsburgo. Filipe e Joana declarados como "Príncipes de Castela", que seus pais consideravam como falta de respeito para com seu falecido cunhado.